# Cauê
Cauê Cecilio da Silva (n. 24 mai 1989, São Paulo), cunoscut simplu ca Cauê, este un fotbalist brazilian care în prezent evoluează la clubul azer Neftchi Baku. De-a lungul carierei a mai evoluat la FC Vaslui, Leixões S.C. și S.C. Olhanense.